# Kunststiftung
Eine Kunststiftung ist eine aus öffentlichen oder privaten Mitteln, oder aus beiden gemeinsam finanzierte Einrichtung, die sich für den Erwerb, die Bewahrung oder die Schöpfung von Kunstwerken einsetzt.
Dazu können, je nach Zweck und Ziel der Stiftung, unter anderem die Finanzierung von Ankäufen für öffentliche Sammlungen, die Wahrung des Erbes verstorbener beziehungsweise die Förderung begabter lebender Künstler aus den Bereichen der bildenden, angewandten oder darstellenden Künste, der Literatur, der Musik oder des Films, gehören. Letzteres kann durch die Erleichterung der Lebens- und Arbeitsbedingungen geschehen, durch Stipendien, Kunstförderpreise, Zuwendungen, Projektförderungen oder den Ankauf von Werken, aber auch durch die Organisation von Ausstellungen, Vorträgen, Lesungen und Konzerten oder die Publikationen von Künstlerbiografien, Werkskatalogen und dergleichen. Bei der Aufbringung der Fördermittel spielen das Mäzenatentum, Paten und Spender eine herausragende Rolle.
Als Kunststiftung bezeichnet wird auch die Widmung oder Dauerleihgabe eines Kunstwerkes oder einer Sammlung durch einen Kunstliebhaber, mit dem Ziel, diese bewahrt zu wissen. Auflage einer solchen Stiftung ist es, die Werke der Öffentlichkeit zugänglich zu machen. Dies kann durch die Gründung eines eigenen Stiftermuseums erfolgen, oder – wenn die Mittel dafür fehlen – durch die Ausstellung der Werke in einem bereits bestehenden Museum.
siehe auch: Stiftung

## Bedeutende europäische Kunststiftungen
- Deutschland
  - Kunststiftung Baden-Württemberg, Stuttgart (1977)
  - Kunststiftung Nordrhein-Westfalen, Düsseldorf (1989)
  - Kulturstiftung des Bundes, Halle (Saale) (2002)
  - Kunststiftung Sachsen-Anhalt, Halle (Saale) (2005)
  - Campe’sche Historische Kunststiftung, Hamburg (1909)
  - Kunststiftung Friedrich Netzel, Worpswede (1945?)
  - Stiftung Starke, Berlin (1969)
  - Ernst von Siemens Musikstiftung und Ernst von Siemens Kunststiftung, beide München (1972 und 1983)
  - Stiftung Kunstfonds, Bonn (1980)
  - Stiftung Deutscher Literaturfonds, Darmstadt (1980)
  - Kunststiftung Poll, Berlin (1986)
  - Kunststiftung Akademie Schloss Solitude, Stuttgart (1990)
  - Kurt-Wolff-Stiftung, Leipzig (2000)
  - Wittelsbacher Landesstiftung für Kunst und Wissenschaft (1923)
  - Wittelsbacher Ausgleichsfonds (1923)
  - Felix Nussbaum Foundation (2000)

- Schweiz
  - Innerrhoder Kunststiftung, Kanton Appenzell Innerrhoden (1999)

- Dänemark
  - Kunststiftung des Dänischen Staates Statens Kunstfond, Kopenhagen (1964)

- Frankreich
  - Cité Internationale des Arts Paris (1957)
  - Fondation Maeght, Saint-Paul de Vence (1964)
  - Fondation Cartier, Paris (1984)

- Niederlande
  - Rotterdamer Kunststiftung, Rotterdam